# Prostanthera incisa
Prostanthera incisa es una especie de planta arbustiva del género Prostanthera en la familia Lamiaceae. Es un endemismo del este de Australia (Estados de Nueva Gales del Sur oriental y, muy puntualmente, de Victoria y Tasmania).

## Descripción
Es un arbusto erecto y ramificado, muy aromático, de una altura de 0,5-3m y 2-3m de ancho. Las ramas, que tienen costillas laterales, son de moderada a densamente cubiertas de pelos cortos y rizados, y de abundantes glándulas más o menos sentadas. Las hojas, fuertemente aromáticas y de forma ovada a oblonga, miden unos 1-3cm de largo por 0,5-1,5cm de ancho, tienen la base progresivamente atenuada y más o menos decurrente, el ápice obtuso y los márgenes enteros o más o menos aserrados por incisiones que delimitan someros dientes rondeados/obtusos dirigidos lateralmente o hacia adelante.  El envés de dichas hojas, de un verde más pálido que el haz, está cubierto de cortos pelos y de numerosas glándulas más o menos sésiles. La flores, con bractéolas caedizas, se organizan en una inflorescencia terminal de tipo botrioide. Estas flores tienen el cáliz de color pardo-purpúreo, de 3-4,5mm de largo, con tubo de 2mm de largo, con el labio superior de unos 2mm de largo, algo acrescente en la fructificación; mientras la corola, de 70-10mm de largo, tiene color malva más o menos intenso. El conectivo de las anteras de los estambres carece de apéndices, y los lóculos de dichas anteras tienen un penacho basal de pelos.

## Hábitat
Crece en los bosques esclerófilos húmedos y en los lindes de los bosques tropicales lluviosos.

## Usos
Las hojas y las ramitas verdes se destilan por sus aceites esenciales. 
La hoja deshidratada de un quemotipo específico saborizante de P. incisa se vende también bajo el nombre comercial de menta nativa («native mint»).
La hoja deshidratada tiene habilidad para eliminar los radicales libres.
También tiene una cierta actividad antibacteriana frente a patógenos húmanos habituales (Acinetobacter baumannii, Bacillus subtilis, Vibrio cholerae, Staphylococcus aureus, Aeromonas hydrophila, Bacillus cereus, Campylobacter jejuni, Pichia anomalia, Pichia membranifaciens, ).

## Cultivo
La especie es cultivada a pequeña escala comercial para producción de aceite esencial y especia.

## Taxonomía
Prostanthera incisa fue someramente descrito , sin figuración y junto a otras 12 especies del género, por Robert Brown y publicado en Prodromus Florae Novae Hollandiae, vol. 1, p. 509, en el año 1810.
Etimología
- Prostanthera: nombre genérico que deriva del griego προσταη, apéndice y αντερα, antera, pues el conectivo de las anteras de muchas de sus especies tienen una protuberancia apendicular en forma de espolón.[5][6][7]

- incisa: epíteto latino derivado de incīsus, -a, -um, participio del verbo incīdo, incisar, rajar, cortar; o sea «con incisiones», aludiendo a las hojas de la especie (...«foliis ovatis cuneatisve incisis glabris»...).[8]

Sinonimia
- Prostanthera incisa var. communis Domin,  nom. inval.
- Prostanthera incisa var. pubescens Benth.
- Prostanthera incisa var. tenuior Domin[9][10]